# Баксани
Баксани (рум. Băxani) — село в Молдові у Сороцькому районі. Утворює окрему комуну.